# Spieren voor Spieren
Spieren voor Spieren is een Nederlandse stichting die zich inzet voor de ongeveer 20.000 kinderen met een spierziekte in Nederland. De organisatie werd in 1998 opgericht door het Nederlands Elftal Voetbal onder leiding van coach Jan Reker. Vanuit de topsport ontstond het idee om gezonde spieren in te zetten voor zieke spieren — een gedachte die uitgroeide tot een brede landelijke beweging van topsporters, medici, bedrijven, actievoerders en particulieren. Samen streven ze naar een hoopvollere toekomst voor kinderen met een spierziekte.
Centraal in het werk van Spieren voor Spieren staan vroegtijdige diagnose, effectieve behandelingen en het verbeteren van de kwaliteit van leven. Hiervoor richtte de stichting drie gespecialiseerde kinderspiercentra op, gevestigd in het UMC Utrecht, het LUMC en het Radboudumc. In deze centra werken specialisten zoals neurologen, revalidatieartsen, fysiotherapeuten en diëtisten intensief samen, waardoor kinderen vaak binnen één dag een diagnose krijgen. Waar mogelijk volgt al snel een behandelplan. Zo hebben ouders eerder zekerheid over wat er met hun kind aan de hand is en wordt de kans op de juiste behandeling vergroot.
Een belangrijke doorbraak in het werk van de stichting was de toevoeging van de spierziekte SMA aan de hielprik. Hierdoor kunnen pasgeboren baby’s direct na de geboorte worden getest, wat in combinatie met de beschikbaarheid van medicatie levensveranderend kan zijn. Tegelijkertijd blijft er voor veel spierziekten nog altijd een gebrek aan behandelmogelijkheden. Spieren voor Spieren investeert daarom ook in onderzoek naar, ontwikkeling van nieuwe behandelingen en beweegprogramma’s op maat.
Sport en beweging vormen een belangrijk onderdeel van de aanpak. In samenwerking met onder andere NOC*NSF, Spierziekten Nederland en Gehandicaptensport Nederland werken ze samen aan manieren waarop kinderen met een spierziekte kunnen blijven bewegen. Bewegen wordt hierbij gezien als medicijn: het vertraagt de fysieke achteruitgang en draagt bij aan mentale veerkracht.
De stichting wordt gesteund door een betrokken groep ambassadeurs. Ere-ambassadeurs Louis en Truus van Gaal zijn al sinds 2000 aan Spieren voor Spieren verbonden, evenals beschermheren Frank en Ronald de Boer. Zo zijn er nog veel meer (oud-)topsporters verbonden aan de stichting. Samen met kind-ambassadeurs en een netwerk van professionals geven zij gezicht aan de missie van de organisatie: alle spierziekten bij kinderen verslaan.
In alles wat Spieren voor Spieren doet, klinkt de topsportmentaliteit door: vol toewijding, met hoge ambities en altijd gericht op resultaat. Want er valt nog zoveel te winnen voor kinderen met een spierziekte. Die overtuiging drijft de stichting elke dag opnieuw om verder te gaan. Voor alle kinderen met een spierziekte.